# Bandfass
Das Bandfass war ein Volumenmass in der Schweiz und ein übliches Mass für Wein. Es ist dem Landfass im Kanton Bern ähnlich.
- 1 Bandfass = 1 ½ Fass = 600 Mass (Schweizer = 1,5 Liter) = 900 Liter

Im Kanton Freiburg hatte 
- 1 Bandfass = 936 Liter (1 Fass = 400 Mass = 31.496 Pariser Kubikzoll = 624 Liter)